# Émile Gourvil
Pour les articles homonymes, voir Gourvil.
Émile Gourvil est un homme politique français né le 29 mars 1845 à Scrignac (Finistère) et décédé le 15 février 1899 à Morlaix (Finistère).
Avocat à Morlaix, il est conseiller général et député du Finistère de 1891 à 1898.

## Sources
- « Émile Gourvil », dans le Dictionnaire des parlementaires français (1889-1940), sous la direction de Jean Jolly, PUF, 1960 [détail de l’édition]